# Pipesjön (Svartrå socken, Halland)
Pipesjön är en sjö i Falkenbergs kommun i Halland och ingår i Ätrans huvudavrinningsområde.